# Neptun Semipałatyńsk
Neptun Semipałatyńsk (kaz. Нептун (Семипалатинск)) – kazachski klub piłkarski z siedzibą w mieście Semipałatyńsk (od 2007 Senej), na wschodzie kraju. Jest najstarszym klubem w Kazachstanie.

## Historia
Chronologia nazw:
- 1912: Neptun Semipałatyńsk (kaz. Нептун (Семипалатинск))
- 1919: klub rozwiązano

Klub piłkarski Neptun Semipałatyńsk został założony wiosną 1912 roku z inicjatywy Wasilija Smorodennikowa. Pierwszy mecz piłki nożnej w Kazachstanie odbył się w Semipałatyńsku 6 (19) sierpnia 1913 roku i mecz pomiędzy zespołem pracowników przedsiębiorstw handlowych i przemysłowych (drużyna „SSK”) oraz studencką drużyną miasta („Neptun”) zakończył się remisem 1:1. W 1919 roku zespół ostatecznie przestał istnieć.